# Coriolan-Ouvertüre
Ludwig van Beethoven schrieb 1807 die Ouvertüre zu „Coriolan“ (op. 62) in c-Moll als Schauspielouvertüre zum gleichnamigen Drama von Heinrich Joseph von Collin.

## Geschichtlicher Hintergrund
Der Coriolan-Stoff taucht zum ersten Mal bei Titus Livius in Ab urbe condita auf. Der römische Patrizier Gnaeus Marcius Coriolanus wird aus Rom verbannt, da er versucht hat, durch Zurückhalten von Lebensmitteln das Volk zu nötigen, ihm seine Rechte zurückzugeben. Daraufhin verbündet er sich mit den Feinden Roms, den Volskern, und greift seine Heimatstadt an. Nachdem klar geworden ist, dass Rom mit Waffen nicht mehr verteidigt werden kann, versucht eine Gesandtschaft adliger römischer Frauen, darunter Coriolans Mutter und seine Ehefrau, zunächst durch Bitten und Flehen Coriolan zum Rückzug der Truppen zu bewegen. Schließlich gelingt es seiner Mutter weniger durch Bitten als vielmehr durch Fordern und Appellieren an seine Pflichten gegenüber der Heimat, ihm den Frieden abzufordern.

## Musikalische Umsetzung
Bei Collin ist Coriolan ein zwiespältiger Held, der einerseits durch geradliniges Handeln nach außen hin überzeugen möchte, andererseits durch sein aufbrausendes Wesen eine innere Unsicherheit verrät. Ebendiese Charakterzüge thematisiert Beethoven in seiner Ouvertüre, die er mit drei mächtigen, langgezogenen Streicherunisoni einleitet, die jeweils durch abgerissene Tuttischläge abrupt beendet werden. Doch diesem herrischen Motiv folgt ein Streicherthema, das in seiner metrischen Willkürlichkeit die Selbstsicherheit der Einleitung in Frage stellt. Dieses Unruhemotiv führt in ein aufbrausendes Tutti über, das die Gefühlswallungen des Titelhelden darstellt, und endet schließlich in einer weichen, anmutigen Streicherkantilene: Das Flehen der Frauen um Frieden. Dieses Bitten und Flehen bestärkt offenbar den inneren Zweifel Coriolans an seinem Handeln. Denn nun drängt immer weiter das Unruhemotiv in den Vordergrund und endet in immer weiteren Gefühlsausbrüchen, die durch scharfe Streichertremoli dargestellt werden. Aus diesem Spannungsfeld, den Pflichten der Heimat und der Familie gegenüber einerseits, dem Fahneneid den Volskern gegenüber andererseits, gibt es für Coriolan keinen Ausweg. Collins Drama endet mit dem Selbstmord des Titelhelden, Beethoven beendet seine Ouvertüre mit dem langsam ersterbenden Unruhemotiv. Mit drei kaum hörbaren pianissimo Pizzicatotönen hört das Stück auf.